# 鲁炅
鲁炅（703年—759年7月9日），唐朝将领。以在安史之乱期间死守要冲南阳闻名。

## 生平

### 早期仕途
范阳人。身长七尺余，涉猎书史。以荫补左羽林长上。天宝六载（747年），陇右节度使哥舒翰引为别奏。颜真卿为监察御史，出使陇右，哥舒翰曾设宴，颜真卿对他说：“中丞您由郎将得授将军，官至节度使，后生可畏，可曾发现还有这样的人才吗？”鲁炅当时立在阶下，哥舒翰指着他说：“此人后来当为节度使。”后鲁炅因对吐蕃作战时参与破石堡城、收河曲等战事有功，迁左武卫将军；又因破吐蕃跳荡队有功，累授右领军大将军同正员，赐紫金鱼袋。十三载（754年）三月，得哥舒翰表功，以讨击副使加云麾将军。

### 安史勤王

#### 死守南阳
河东、范阳、平卢三镇节度使安禄山叛乱，安史之乱爆发，安禄山自称大燕皇帝；朝廷选任将帅。十五载（756年）正月，拜鲁炅上洛太守、御史中丞，将赴任时在玄宗面前画攻守势，迁南阳太守、兼本郡守捉，仍充防御使，封金乡县公。当月兼御史大夫，升为新设的南阳节度使。朝廷频繁下诏征发岭南所募兵，由鲁炅统属。鲁炅以岭南、黔中、山南东道子弟五万人屯叶县北、滍水之南，筑寨栅，四面掘壕以自固。表薛愿为颍川太守兼防御使，颍川太守庞坚为颍川郡长史、防御副使。四月，燕将武令珣、毕思琛等来攻打南阳，五月兵到，两军交战于枌河，众人欲出战，鲁炅不许。燕军于营西顺风烧烟，唐营内坐立不得，士兵顶着木头争相出逃，贼军矢集如雨，鲁炅与中使薛道等挺身遁走，余众都被消灭。岭南节度使何履光、黔中节度使赵国珍、襄阳太守徐浩未至，裨将岭南、黔中、荆襄子弟半数在军，多怀抱金银为资粮，军资器械都丢弃在道路，堆积如山。从此燕军巨富。岭南溪洞夷獠也乘岭南兵败散之机作乱。鲁炅收合残卒，退保南阳郡。燕军围攻南阳。唐军诸将不敢先救，充南阳节度副使、摄淮南郡长史、充淮南郡防御使欧阳琟率本郡防御士到新野芙蓉乡，遇燕军，交战，斩其将，破围而入，鲁炅欣赏且感激他。诏嗣虢王李巨从蓝田出兵相救。不久李巨被任为河南节度使，玄宗劈木契分授之，以李巨兼统领何履光、赵国珍、鲁炅，先领三节度事。有诏贬鲁炅为果毅，以颍川太守来瑱代之。李巨奏：“若鲁炅能存孤城，其功足以补过，则何以处之？”玄宗说：“卿可便宜处置他。”李巨到内乡，赶赴南阳，毕思琛闻之，解围走。李巨敦促何履光、赵国珍同到南阳，宣敕贬鲁炅，削其章服贬为百姓，令随军效力。当晚，又以恩命令鲁炅复位，与来瑱仍各任原职。欧阳琟以功加游击将军、左金吾卫中郎将兼南阳郡司马。
六月，蕃将火拔归仁劫持守潼关的哥舒翰，投降燕军，潼关失守。哥舒翰在安禄山面前伏地说自己可以为他写信招降守常山郡的河东节度使李光弼、东平郡太守嗣吴王李祗和鲁炅。安禄山大喜，署他为司空、同中书门下平章事。哥舒翰写信招降鲁炅，鲁炅不从，反而写信责怪，安禄山见哥舒翰无用，就将他囚禁在苑中。监察御史高适辅佐哥舒翰守潼关，从骆谷向西驰奔行在，到河池郡谒见玄宗，于是陈说潼关败亡之势，又说到南阳战事，指出：“鲁炅、何履光、赵国珍分别持节，监军等数人也都擅权，怎能战胜？臣与杨国忠（宰相）争论，终不被采纳，所以陛下才履巴山、剑阁之险，西幸蜀中，避其虿毒。”玄宗嘉之，不久迁高适为侍御史。左卫郎将梁慎初原在哥舒翰手下，先前料到哥舒翰将有难而出走，哥舒翰败亡后，他因曾与鲁炅交好而投奔鲁炅。当月，鲁炅迎战并大败燕将阿史那、王立、李节。
燕派自己任命的豫州刺史武令珣等攻南阳，数月不能克。果毅别将曲环随守邓州，与武令珣战斗尤其卖力，得加左清道率。武令珣撤走后，燕又令田承嗣来攻。来瑱、襄阳太守魏仲犀合势救之。魏仲犀使弟魏孟驯为将，领兵至明府桥，望见燕军就逃了，其众于是大败。唐军人心惶惶，因来瑱能抚训士卒，行事安详稳重，才没有被燕军占到便宜。鲁炅城中粮食吃完了，煮牛皮筋角吃，米每斗价钱达四五万，有价无米，连一只老鼠也卖到四百文，饿死的人互相枕藉。唐肃宗派中官将军曹日昇来宣慰，加鲁炅特进、太仆卿，道路断绝不能入城。曹日昇请单骑入城传达诏命，魏仲犀担心他被擒，不同意，而颜真卿正好从河北来到襄阳，对他说：“曹使既然果决，不顾万死之地，为何阻止！即使为贼所获，也就是失去一个使者；一旦入城，则万人之心稳固了。公何吝惜？」中官冯廷环也说：“将军必能入，我请以两骑助之。”曹日昇自有傔骑数人，魏仲犀又以数骑共十人同行。燕军望见，知其骁锐，不敢逼。鲁炅众军初已绝望，见曹日昇作为使者来宣命，皆踊跃一心。曹日昇以随行十人去襄阳取粮，燕军虽追杀却不敢攻击，曹日昇于是以一千人从音声路运粮入城，燕军也不能阻止，于是两军又得相持三月有余。
至德年间，将军王去荣杀富平令杜徽，肃宗新得陕州，爱惜他善用砲石的才能，下诏免死，让他以流人身份助守陕州。中书舍人贾至谏阻，认为守陕州未必非王去荣不可，因李光弼守太原、程千里守上党、许叔冀守灵昌、鲁炅守南阳、贾贲守雍丘、张巡守睢阳都没有王去荣助守，却都没被燕军攻克；建议法办王去荣。当时人李至也有类似上疏。但肃宗仍赦免王去荣。
鲁炅被围一年，救兵不至，昼夜苦战，人相食。新军佐杨承仙殊死督战，身先士卒，亲冒雷石，乱中面部和鼻子都被毁伤。至德二载（757年）五月十五日，鲁炅率众突围杀出南阳，投襄阳。田承嗣来追，鲁炅苦战二日，杀燕军甚众。燕军知其死战，于是不敢相逼，鲁炅屯居顺阳山谷中数月。唐肃宗登基后除授鲁炅御史大夫、襄阳郡防御使、襄邓十州节度使，鲁炅修葺城防如初。时燕军意欲南侵江、汉，赖鲁炅奋命扼守要冲，才保全华南。十月，唐军收复洛阳、长安，田承嗣等奔于河北。南阳遭大乱之后，距邓州二百里、襄、汉周边数百里人烟断绝，遗骸堆积在墙堑间。
十一月，河南节度使张镐率鲁炅、淮西节度使来瑱、李祗、镇西、北庭节度使李嗣业、兴平节度使李奂攻打河南、河东郡县，皆攻克，只有能元皓据北海，高秀岩据大同，未能攻下。
十二月，策勋行赏。诏鲁炅以特进、太仆卿、南阳郡守、兼御史大夫、权知襄阳节度事、上柱国、金乡县公加封为开府仪同三司、兼御史大夫，封岐国公，食实封二百户，兼京兆尹。

#### 畏罪自杀
乾元元年（758年），为淮西襄阳节度使、邓州刺史。七月，华州司功参军杜甫上书刺史郭某规划灭燕，提到可以遣郑蔡节度使季广琛、鲁炅等军进发渡河，收黎阳、临河等县，与其他唐军成掎角之势，早晚可取安禄山子燕帝安庆绪首级。九月，鲁炅与朔方节度使司徒郭子仪、河东节度使太尉李光弼、关内潞州节度使王思礼、李奂、滑濮节度使许叔冀、平卢兵马使董秦、李嗣业、季广琛等九节度使同攻安庆绪，十月，鲁炅从阳武渡河，在卫州会合郭子仪，围攻安庆绪于相州。鲁炅领淮西、襄阳节度行营步卒万人、马军三百，以李抱玉为兵马使，分兵攻东面之北。乾元二年（759年）三月，时官军步骑六十万列阵于安阳河北，燕将史思明从范阳亲率精兵五万来救安庆绪，唐军望见，以为是游军，不在意。史思明直前奋击，李光弼、王思礼、许叔冀、鲁炅先在邺城南与之交战，彼此杀伤相当；鲁炅中流矢奔退。郭子仪承其后，未及布阵，大风忽起，吹起沙子拔起树木，白昼如夜，咫尺之间不能分辨。两军大惊，唐军向南溃退，燕军向北溃退，甲仗辎重都丢弃堆积在路上。郭子仪以朔方军断河阳桥退保洛阳。唐军战马万匹仅存三千，甲仗十万都被丢完。洛阳士民惊骇，散奔山谷，留守崔圆、河南尹苏震等官吏南奔襄、邓，当时帮助唐军的回纥军也战败，诸节度使于是都溃归本镇。士卒所过剽掠，官吏不能止，十多天后才安定，只有李光弼、王思礼整顿所部全军而归。鲁炅所部兵士抢夺尤其厉害，百姓因而惊怨。四月，朝廷设陈、郑、亳节度使，诏改以来瑱节度淮西，以鲁炅兼郑州刺史，徙充郑、陈、颍、亳等州节度使。六月，鲁炅到新郑县，听闻郭子仪已整众屯谷水，李光弼已回太原，羞愧忧惧，服毒自杀。

## 评价
卫尉李翰为死守睢阳直至殉国的张巡辩解时所上表文说：“鲁炅以十万之师，弃甲於宛叶”。
- 《旧唐书》
  - 史臣曰：（鲁）炅收滍水败众，守南阳孤城，每蹈危机，竟效死节，料敌虽非其良将，事君不失为忠臣。
  - 赞曰：鲁炅竭节。[2]